# Pio Laghi
Pio Laghi (Castiglione, 21 de maio de 1922 — Roma, 11 de janeiro de 2009) foi um cardeal católico italiano e presidente emérito da Congregação para a Educação Católica no Vaticano.